# Синьория
Синьория (итал. signoria — господство власти):
- Орган городского самоуправления в итальянских городах-коммунах XIII—XIV веков (см. Приорат).
- Форма политического устройства ряда городов-государств Северной и Средней Италии второй половины XIII — середины XVI веков, при которой вся полнота гражданской и военной власти сосредоточивалась в руках синьора. Сначала устанавливалась пожизненная синьория, затем она становилась наследственной (например, Висконти в Милане, Медичи во Флоренции).

Называют также тиранией.

## ВКанаде
В XVII веке система синьорий (фр. les signeuries) на розданных французскими королями земельных грантах установилась и на территории Новой Франции в провинции Квебек, и просуществовала до британской оккупации 1760 года. Отчасти отражается и сейчас в административно-территориальном устройстве вышеназванной провинции.